# Ротастиков, Дмитрий Иванович
Дмитрий Иванович Ротастиков (14 октября 1918, Красногорье, Сельское поселение «Деревня Мелихово» — 8 августа 1999, Большевик, Московская область) — советский хозяйственный, государственный и политический деятель, Герой Социалистического Труда. Участник Великой Отечественной войны Член КПСС.

## Биография
Родился в 1918 году в деревне Красногорье современного Ульяновского района Калужской области. 
Младший командир 8-й пограничной заставы 88-го Шепетововского пограничного отряда войск НКВД СССР. Принял участие в пограничных боях, начавшихся 22 июня 1941 года попал в плен, бежал из плена, воевал в партизанском отряде им.Кирова (Белоруссия). С августа 1944 года воевал в составе Красной Армии (полковая разведка). Закончил воевать в мае 1945 года в г.Кенигсберг. С 1946 года — на хозяйственной, общественной и политической работе. В 1946—1986 гг. — бригадир овощеводов, животновод, управляющий отделением совхоза «Большевик» Серпуховского района Московской области.
Указом Президиума Верховного Совета СССР от 8 апреля 1971 года присвоено звание Героя Социалистического Труда с вручением ордена Ленина и золотой медали «Серп и Молот».
Умер в Серпухове в 1999 году.